# Julen Cordero
Julen Cordero González (San José, 3 juli 2001) is een Costa Ricaans voetballer. Hij is de zoon van Rodrigo Cordero.

## Clubcarrière
Cordero is een jeugdproduct van Deportivo Saprissa. Op 23 november 2017 maakte hij zijn officiële debuut in het eerste elftal van de club: in de competitiewedstrijd tegen Santos de Guálipes viel hij in de 71e minuut in voor Randy Chirino. Op zijn zeventiende werd hij uitgeleend aan de Franse tweedeklasser Le Havre AC, waar hij twee seizoenen voor het B-elftal in de Championnat National 3 speelde. In het seizoen 2022/23 werd hij uitgeleend aan Guadalupe FC.